# Forcipomyia auronitens
Forcipomyia auronitens är en tvåvingeart som först beskrevs av Jean-Jacques Kieffer 1910. Forcipomyia auronitens ingår i släktet Forcipomyia och familjen svidknott.
Artens utbredningsområde är Myanmar. Inga underarter finns listade i Catalogue of Life.